# 桐沢輝
桐沢 輝（きりさわ あきら）は、日本のベーシスト。

## 略歴
2012年国立音楽院研究科を首席卒業。酒井一郎、チャーネット・モフェットらにベースを師事、三木俊雄、今田勝らにアンサンブルを学ぶ。在学中よりプロとしての活動をはじめる。ベーシストとしてコントラバス、エレクトリックベースなどを演奏。ロック・ポップ・ジャズ・ミュージカルや舞台まで様々な現場で活動。島田歌穂、新日本フィルハーモニー交響楽団、水木一郎、小比類巻かほる、泰葉、前田憲男、雪村いづみらと共演。赤坂BLITZ、Zepp DiverCity（TOKYO）、オーチャードホール、TBS赤坂ACTシアター、東急シアターオーブ、オリックス劇場、新国立劇場等、大きな舞台を含む年間100本以上のステージをこなす。

## 主なサポート・参加作品

### 映像作品
- SMAP 「Otherside」 ミュージック・ビデオ

### 舞台作品（オーケストラ参加）
- 「忘れてもらえないの歌」 2019年
- 「Ukiyo Hotel Bar」（ウキヨホテルプロジェクト） 2021年
- 「Singin’ in the Rain」 2022年
- 「YOKOHAMA Short Stories」2022年
- 「生きる」 2023年
- 「ジル・ド・レ 〜吾輩は娼館の蚤である〜」2023年

等

### 海外での活動
- DJ OKAWARI 中国8都市ツアーにメンバーとして参加。